# 怀氏金丝燕
怀氏金丝燕（学名：Aerodramus whiteheadi）是雨燕科的一种金丝燕，为菲律宾的特有种；种名取自英国探险家约翰·怀特黑德（1860年－1899年），以纪念他在婆罗洲及其他东南亚地区采集自然历史标本的贡献。
怀氏金丝燕的自然栖息地为亚热带或热带的湿润山地森林。其保护状态不甚明确。